# 1437 Diomedes
1437 Diomedes è un asteroide troiano di Giove del campo greco del diametro medio di circa 164,31 km. Scoperto nel 1937, presenta un'orbita caratterizzata da un semiasse maggiore pari a 5,1971468 UA e da un'eccentricità di 0,0436809, inclinata di 20,48814° rispetto all'eclittica.
L'asteroide è dedicato a Diomede, uno degli Epigoni.